# Walther Kaiser
Walther Kaiser (ur. 23 marca 1973) – judoka z Liechtensteinu, uczestnik Letnich Igrzysk Olimpijskich 1992.
Startował w kategorii mężczyzn do 66 kg i wraz z dziesięcioma innymi judokami zajął ostatnie, 36. miejsce.